# Partido Unionista (Escócia)
O Partido Unionista Escocês, ou simplesmente Partido Unionista, foi um partido político da Escócia, activo entre 1912 e 1965, tendo sido o principal partido de centro-direita na Escócia. 
Ideologicamente, os unionistas seguiam uma linha defensora da união da Escócia com o Reino Unido, além de ser um partido de linha conservadora e do liberalismo económico. 
A nível nacional, estava aliado ao Partido Conservador, e, a nível eleitoral, foi um partido relevante, tendo, por várias vezes, sido o partido mais votado na Escócia.  
A partir dos anos de 1950, os unionistas começaram a perder influência e, em 1965, foram sucedidos pelo Partido Conservador Escocês.

## Resultados eleitorais

### Eleições legislativas do Reino Unido

#### Resultados referentes à Escócia
| Data | Votos     | %          | +/-  | Deputados | +/- | Status   |
| ---- | --------- | ---------- | ---- | --------- | --- | -------- |
| 1918 | 21 939    | 2,0 (5.º)  |      | 2 / 71    |     | Oposição |
| 1922 | 379 396   | 25,1 (2.º) | 23,1 | 13 / 71   | 11  | Governo  |
| 1923 | 468 526   | 31,6 (2.º) | 6,5  | 14 / 71   | 1   | Oposição |
| 1924 | 688 299   | 40,7 (2.º) | 9,3  | 36 / 71   | 22  | Governo  |
| 1929 | 792 063   | 35,9 (2.º) | 4,8  | 20 / 71   | 16  | Oposição |
| 1931 | 1 056 768 | 49,5 (1.º) | 9,6  | 48 / 71   | 28  | Governo  |
| 1935 | 962 595   | 42,0 (1.º) | 7,5  | 35 / 71   | 13  | Governo  |
| 1945 | 878 206   | 36,7 (2.º) | 5,3  | 24 / 71   | 11  | Oposição |
| 1950 | 1 013 909 | 37,2 (2.º) | 0,5  | 26 / 71   | 2   | Oposição |
| 1951 | 1 108 321 | 39,9 (2.º) | 2,7  | 29 / 71   | 3   | Governo  |
| 1955 | 1 056 209 | 41,5 (2.º) | 1,6  | 30 / 71   | 1   | Governo  |
| 1959 | 1 060 609 | 39,8 (2.º) | 1,7  | 25 / 71   | 5   | Governo  |
| 1964 | 981 641   | 37,3 (2.º) | 2,5  | 24 / 71   | 1   | Oposição |